# Tocantinópolis
Tocantinópolis là một đô thị thuộc bang Tocantins, Brasil. Đô thị này có diện tích 1077,066 km², dân số năm 2007 là 21334 người, mật độ 19,81 người/km².